# Капські черепахи
Капські черепахи (Homopus) — рід черепах родини Суходільні черепахи підряду Схованошиї черепахи. Має 5 видів. Інша назва «пласкотілі черепахи».

## Опис
Загальна довжина карапаксу представників цього роду коливається від 10 до 17 см. Спостерігається статевий диморфізм: самиці більші за самців. Голова середнього розміру. Морда витягнута. На шиї є великі щитки. Карапакс витягнутий, овальної форми, опуклий. У деяких видів краї карапаксу вгнуті. Тіло й пластрон доволі пласкі. Звідси походить інша назва цих черепах. Стегна наділені горбиками. Кінцівки мають 4—5 пальців.
Забарвлення карапаксу оливкове, коричневе. Щитки карапаксу облямовані у світлих кольорах. Пластрон жовтуватий, зеленуватий.

## Спосіб життя
Полюбляють напівпустелі, пустелі, кам'янисті й гірські місцини, сухі савани, чагарники. Зустрічаються на висоті до 2000 м над рівнем моря. Харчуються здебільшого рослинною їжею, а також комахами та дрібними земноводними, трапляються випадки вживають кал.
Самиці відкладають від 1 до 4 яєць.

## Розповсюдження
Мешкають у Південно-Африканській Республіці та Намібії.

## Види
- Homopus areolatus
- Homopus boulengeri
- Homopus femoralis
- Homopus signatus
- Homopus solus